# هاكسبيرخن
هاكسبيرخن Haaksbergen  هي بلدية ومدينة بمقاطعة أوفرآيسل بهولندا.

## طوبوغرافيا
خريطة طوبوغرافية هولندية لبلدية هاكسبيرخن، يونيو 2015، (تقرأ بعد ثلاث نقرات على الخريطة).

## معرض صور

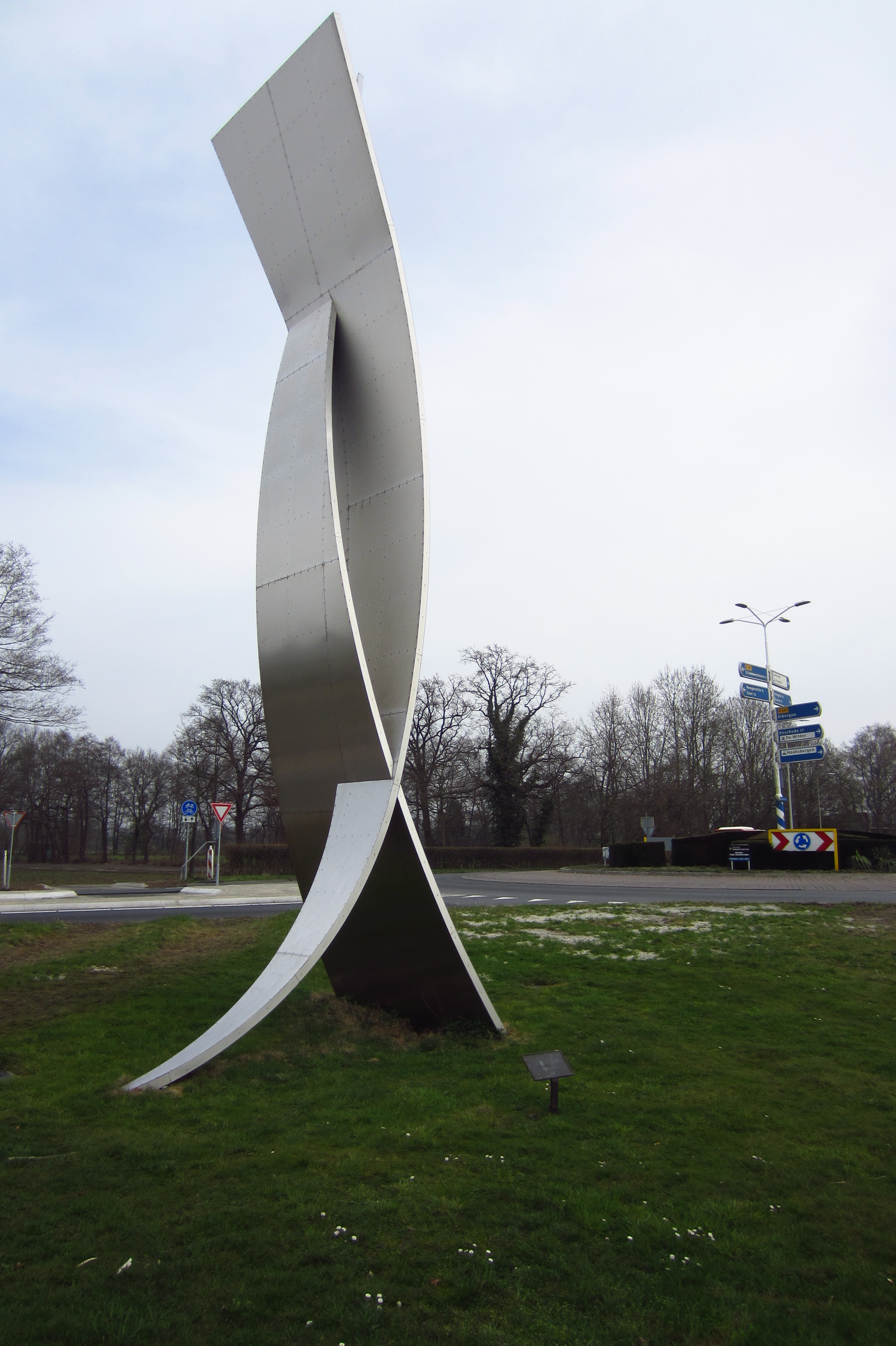
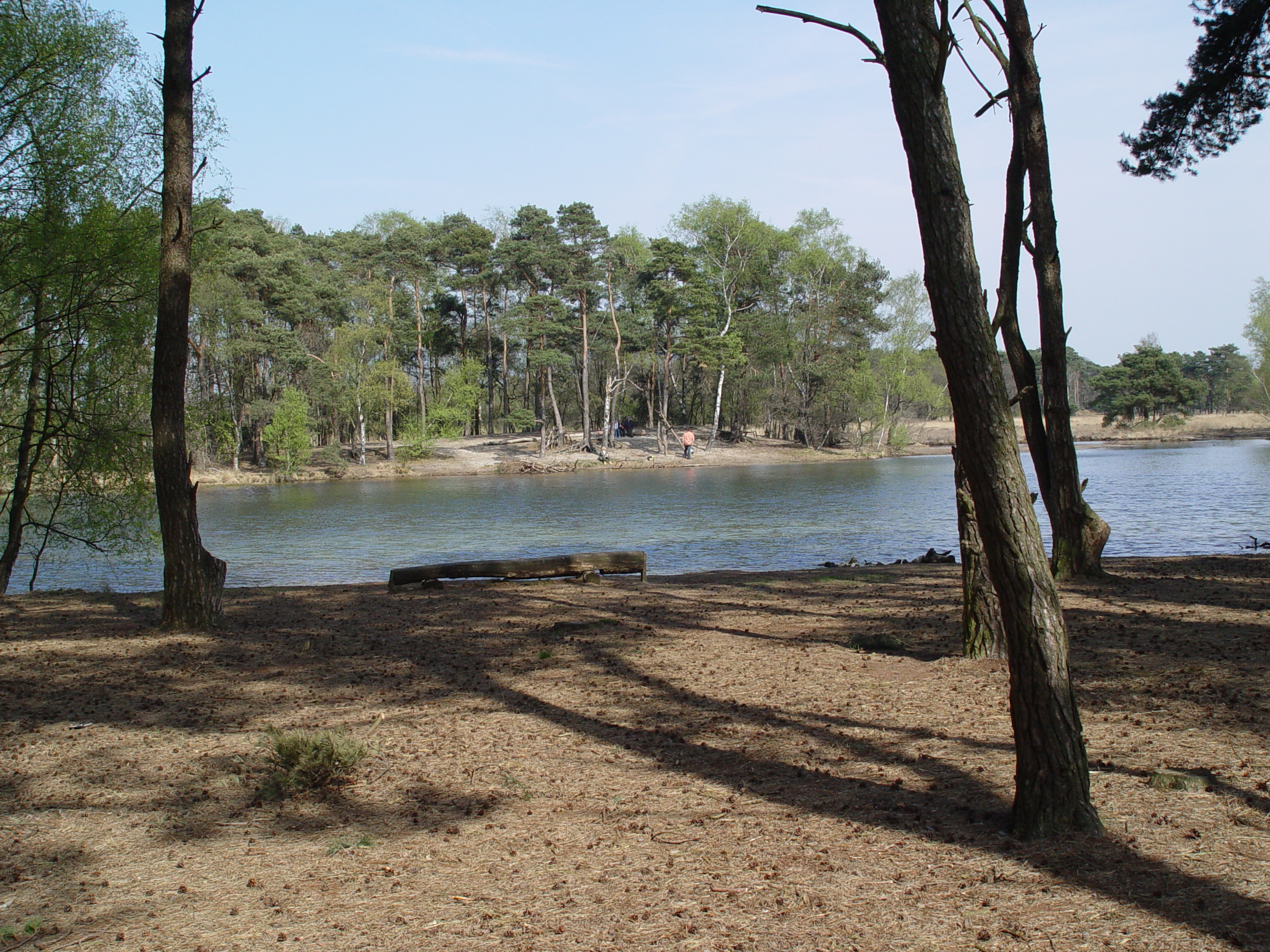
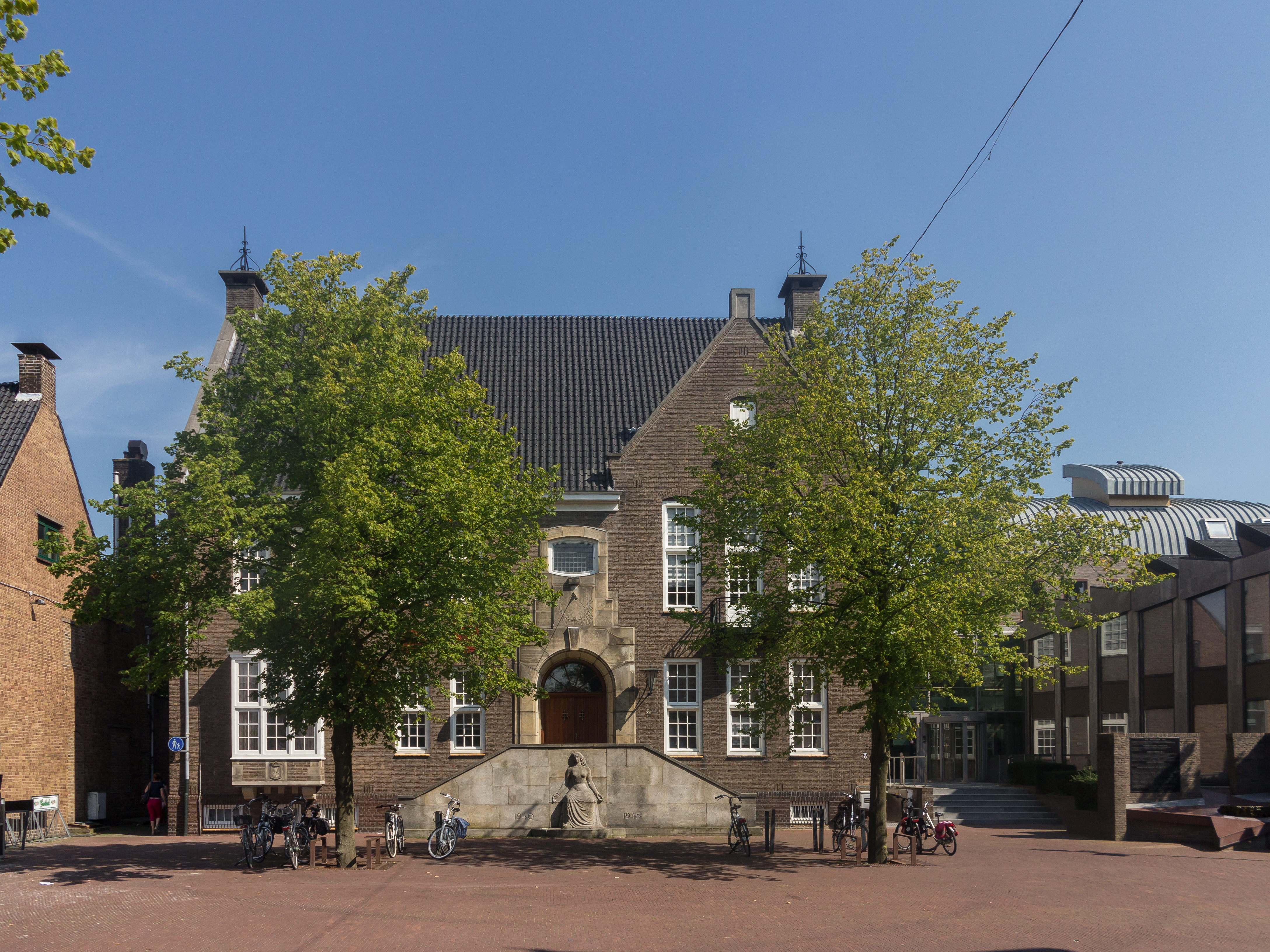

## توأمة
لهاكسبيرخن اتفاقيات توأمة مع:
- آهاوس

## أعلام
- برام تانكينك
- إيرك تين هاغ